# 正則列
数学、特に可換環論において正則列（せいそくれつ、英: regular sequence）とは、不定元のように振る舞う可換環の元の列のことである。例えば、係数環 R を持つ多項式環 R[X1, ..., Xn] において X1, ..., Xn は正則列である。

## 定義
R を可換環、M を R-加群とする。元 x ∈ R が M-正則元（M-regular element）であるとは、x が加群 M 上の零因子でないことである。列 x1, ..., xn ∈ R が M-正則列（
M-regular sequence）であるとは2条件
- 各 xi は M/(x1, ..., xi−1)M-正則元
- M/(x1, ..., xn)M ≠ 0

が成り立つことである。M = R のときには接頭語「R-」はしばしば省略される。
M-正則列を並び変えたものは M-正則列になるとは限らない。ただしネーター局所環の極大イデアルに含まれる正則列は並び変えても正則列であることがわかる。

## 例
R を可換環とする。
- 多項式環 R[X1, ..., Xn] において X1, ..., Xn は正則列である。